# Nicopole (okręg Gałacz)
Nicopole – wieś w Rumunii, w okręgu Gałacz, w gminie Drăgușeni. W 2011 roku liczyła 458 mieszkańców.